# Стилл, Эндрю Тейлор
Стилл, Эндрю Тейлор (6 августа 1828 — 12 декабря 1917) — американский врач-хирург, считается основоположником остеопатии. Основатель первой в мире остеопатической школы в Керксвилле в США (сейчас — университет им. Э. Т. Стилла).

## Биография
Родился в округе Ли штата Виргиния в 1828 г в семье методистского священника и врача. В раннем возрасте решил последовать своему отцу и стать врачом. После обучения медицине и стажировки под руководством отца, участвовал в гражданской войне в качестве санитара, о чём впоследствии утверждал, что выступал «фактически в роли хирурга».
После гражданской войны и последующей смерти его жены, трёх его детей и одного усыновленного ребенка от менингита в 1864 году, решил, что ортодоксальная медицина того времени часто была неэффективна, а зачастую и вредна. Последующие 30 лет жизни посвятил изучению строения человеческого тела и поиску альтернативных путей лечения болезней. В этот период (1870 год) прошел короткий курс медицины во врачебно-хирургическом колледже в Канзас-Сити, штат Миссури.

### Остеопатия
Во второй половине XIX века была развита и широко распространилась по всему миру инфекционная теория заболеваний. Стилл отвергал такой подход и был противником применения лекарств и вакцин, утверждая, что «болезнь является результатом анатомических отклонений с последующим физиологическим разладом». Стилл верил, что путём коррекции анатомических сдвигов и восстановления нормального кровотока с помощью остеопатических техник, можно вернуть телу способность нормального функционирования и самоисцеления от любых болезней. Был также сторонником идеи профилактической медицины и приверженцем целостного лечения всего человека, а не только отдельной болезни.
Стилл приобрел такое мастерство в манипуляционном устранении дисфункций скелетно-мышечной системы, что получил прозвище «Костоправ-Молния» (англ. lightning bone setter). Впоследствии он употреблял это прозвище в рекламных целях, размещая его на своих визитках.
Все эти воззрения сформировали к тому времени базу для нового подхода в медицине, известного как остеопатия. Основываясь на этой философии, в 1892 году Стилл организовал Американскую школу остеопатии (ныне университет им. Э. Т. Стилла) в Керксвилле (шт. Миссури).